# 唐蒙 (汉朝)
唐蒙，汉朝人，汉武帝时任番阳令，建元六年（西元前135年）汉武帝封唐蒙为郎中将，率一千汉军，带一万民夫，出使南越，沿泸州、赤水、习水进入夜郎（今贵州西北部、云南东北部及四川南部地区），见到夜郎侯多同，赐多同财物，以匡大汉“威德”。并修缮五尺道。
唐蒙途中在一名为番禺（今广州）的地方饮“枸酱”，感觉酒味绝美，回到长安后，向蜀商咨询，蜀商说“独蜀出枸酱，多持窃出夜郎。”于是唐蒙将枸酱献于汉武帝，汉武帝以“甘美之”来赞叹，视为珍奇，当时即为贡品。清代诗人陈熙晋写道：“尤物移人付酒怀，荔枝滩上瘴烟开，汉家枸酱知何物，赚得唐蒙习部来。”